# 육도 (안산시)
육도(六島)는 경기도 안산시 단원구 풍도동에 위치한 섬으로, 대부도 남서쪽 약 20km 부근과 풍도 동쪽 4.5km 지점에 위치한 유인도이다.

## 지명 유래
주변에 조그만 섬 6개가 모여 있다 해서 불린 이름이며, 실제로 말육도에서 바라보면 마치 하나의 섬처럼 보인다.